# Raphael Schäfer
Raphael Schäfer (polnisch Rafał Szaefer; * 30. Januar 1979 in Kędzierzyn-Koźle, Polen) ist ein ehemaliger deutscher Fußballspieler auf der Position des Torwarts.

## Biografie

### Kindheit und Jugend
Raphael Schäfer wurde 1979 als Angehöriger der deutschen Minderheit im oberschlesischen Kędzierzyn-Koźle geboren und kam 1986 mit seinem Vater als Aussiedler nach Norddeutschland. Im Jahr 1987 begann er beim SC Drispenstedt aus dem Hildesheimer Stadtteil Drispenstedt mit dem Fußballspielen. Mit zwölf Jahren holte ihn Hannover 96 in die Jugendmannschaft des damaligen Zweitligisten.

### Verein
Zur Saison 1996/97 rückte der 17-jährige Schäfer in den Kader der ersten Mannschaft von Hannover 96, die in der Regionalliga spielte. In den folgenden beiden Spielzeiten, nach denen die Mannschaft wieder in die zweite Liga aufstieg, schaffte er es jedoch nicht in die Stammformation. So entschied er sich zur Saison 1998/99, zum VfB Lübeck zurück in die Regionalliga Nord zu wechseln. Nach acht Einsätzen in der Saison 1998/99 entwickelte er sich in der Folgesaison zum Stammtorhüter und absolvierte 33 Ligaspiele. 2000/01 war er in 35 Meisterschaftsspielen im Einsatz. Drei Jahre lang erreichte der VfB nur den Platz unmittelbar hinter den Aufstiegsrängen zur 2. Bundesliga.

#### 1. FC Nürnberg

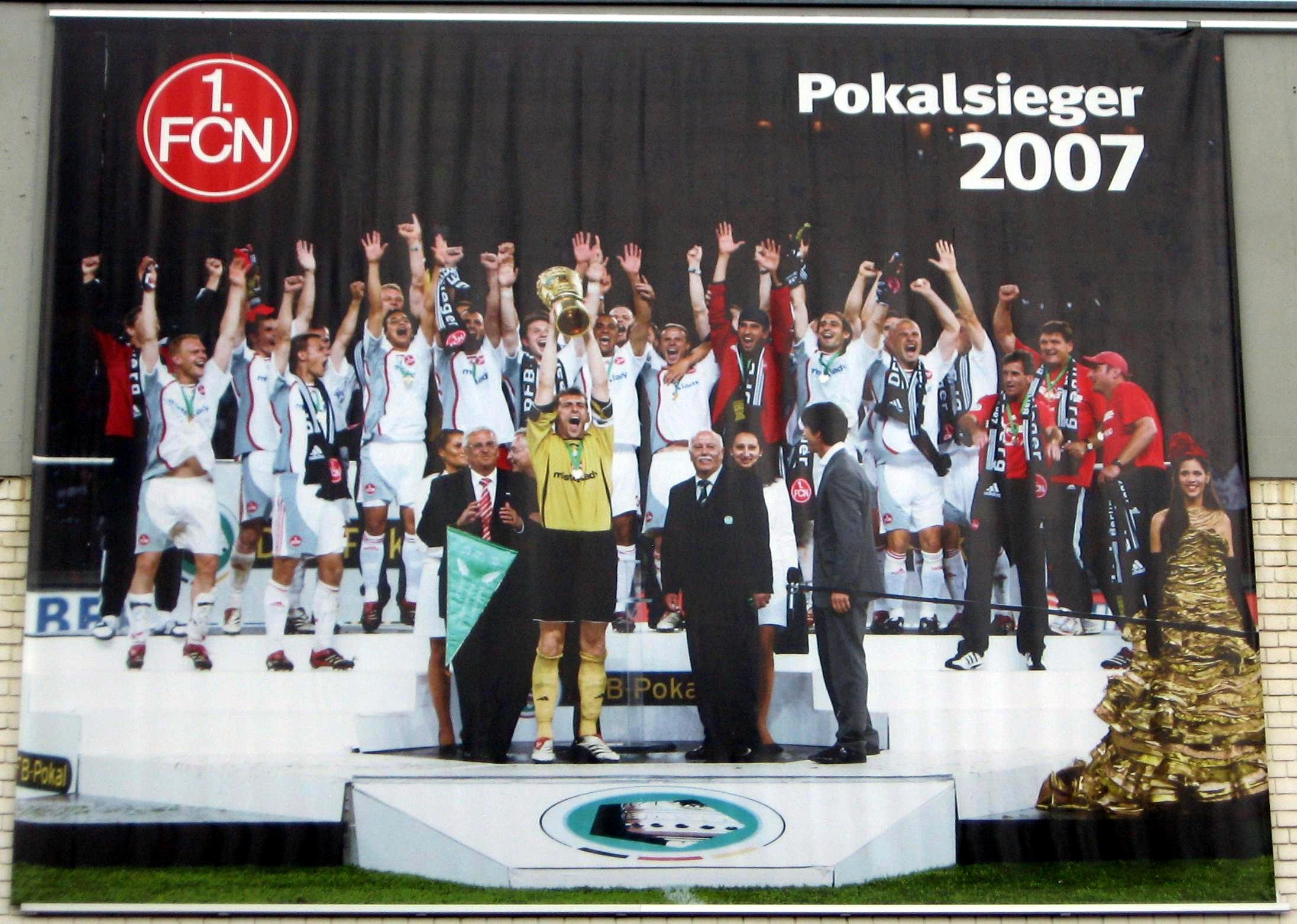
Kapitän Schäfer reckt den DFB-Pokal 2007 in die Höhe, den er in seinem letzten Spiel der ersten Nürnberger Zeit gewann.

Im Sommer 2001 wechselte Schäfer zum 1. FC Nürnberg, der gerade in die 1. Bundesliga aufgestiegen war. Hier musste er sich mit dem Posten des Ersatzkeepers hinter Darius Kampa zufriedengeben und gab dennoch am 16. März 2002 sein Erstligadebüt gegen Borussia Mönchengladbach. Trotz einer guten Leistung musste er zum nächsten Spiel wieder ins zweite Glied zurücktreten. Dort verbrachte er auch die folgende Saison, sodass er bis zum Zeitpunkt des Abstiegs der Nürnberger im Sommer 2003 lediglich drei Bundesligaspiele absolviert hatte.
Mit dem Beginn der Zweitligasaison 2003/04 änderte sich die Situation im Nürnberger Tor. Auch weil die Vereinsführung um den damals in Doppelfunktion (Trainer und Manager) tätigen Wolfgang Wolf auf einen gewinnbringenden Verkauf Kampas spekulierte, wurde Schäfer zur Nummer 1 ernannt. Als Kampa im Verein blieb und nicht verkauft wurde, verteidigte Schäfer seinen Posten als Stammtorwart und absolvierte 33 Spiele für den 1. FC Nürnberg.
Auch nach dem Wiederaufstieg zu Beginn der Saison 2004/05 setzte sich Schäfer im Duell um den Platz zwischen den Pfosten durch, diesmal gegen Daniel Klewer. Nach überstandener Verletzung trug er in der Rückrunde zum Klassenerhalt bei, sodass seine Position als Stammkeeper beim 1. FC Nürnberg zu Beginn der Saison 2005/06 zum ersten Mal nahezu unumstritten war. Er absolvierte alle 34 Bundesligaspiele und wurde einmal verletzungsbedingt ausgewechselt.
Zur Saison 2006/07 wurde Schäfer zum Mannschaftskapitän gewählt. Die Fans wählten ihn in der Winterpause über Internetabstimmung zum Cluberer der Hinrunde. In seinem vorerst letzten Pflichtspiel für Nürnberg traf Mannschaftskapitän Schäfer im Finale des DFB-Pokals 2006/07 auf seinen zukünftigen Verein, den amtierenden Deutschen Meister VfB Stuttgart. Das Spiel endete 3:2 nach Verlängerung für den Club.

#### VfB Stuttgart
Am 23. Januar 2007 einigten sich der 1. FC Nürnberg und der VfB Stuttgart auf einen Transfer von Schäfer zur Saison 2007/08. Zwar wäre sein Vertrag am Saisonende ausgelaufen, jedoch nutzte der 1. FC Nürnberg eine Option auf Verlängerung. Somit zahlte der VfB eine Ablösesumme, da er ihn sofort als Ersatz für den ins Ausland gewechselten Stammtorhüter Timo Hildebrand verpflichten wollte. Schäfer einigte sich mit den Stuttgartern auf einen bis 2011 gültigen Vierjahresvertrag. Sein erstes Ligaspiel für die Schwaben bestritt er am 10. August 2007 beim Saisoneröffnungsspiel gegen den FC Schalke 04 (2:2). Außerdem spielte er erstmals im Europapokal: Mit dem VfB Stuttgart hatte er sechs Einsätze in der Champions League 2007/08, nach der Vorrunde kam jedoch das Ausscheiden mit nur drei Punkten. Schäfer hatte von Anfang an bei einigen Fans einen schlechten Stand, weil er im DFB-Pokalfinale 2007 als Kapitän des 1. FC Nürnberg eine rote Karte für den Stuttgarter Cacau gefordert hatte. Nach der Auswärtsniederlage am 18. Spieltag im Rückspiel gegen Schalke erhielt sein Konkurrent Sven Ulreich in den kommenden zehn Bundesligaspielen den Vorzug. Am 29. Spieltag gab Schäfer schließlich beim Heimsieg (3:0) gegen seinen ehemaligen Verein, den 1. FC Nürnberg, sein Comeback zwischen den Pfosten beim VfB. Vor dem letzten Saisonspiel daheim gegen Arminia Bielefeld boten Trainer Armin Veh und Manager Horst Heldt Schäfer an, bis zum Saisonende freigestellt zu werden, um ihn vor dem Unmut einiger Fans zu schützen. Schäfer entschied sich für die Freistellung. Am 25. Juni 2008 wurde sein Vertrag beim VfB aufgelöst; der Verein hatte Jens Lehmann als neuen Torhüter verpflichtet.

#### Wieder in Nürnberg

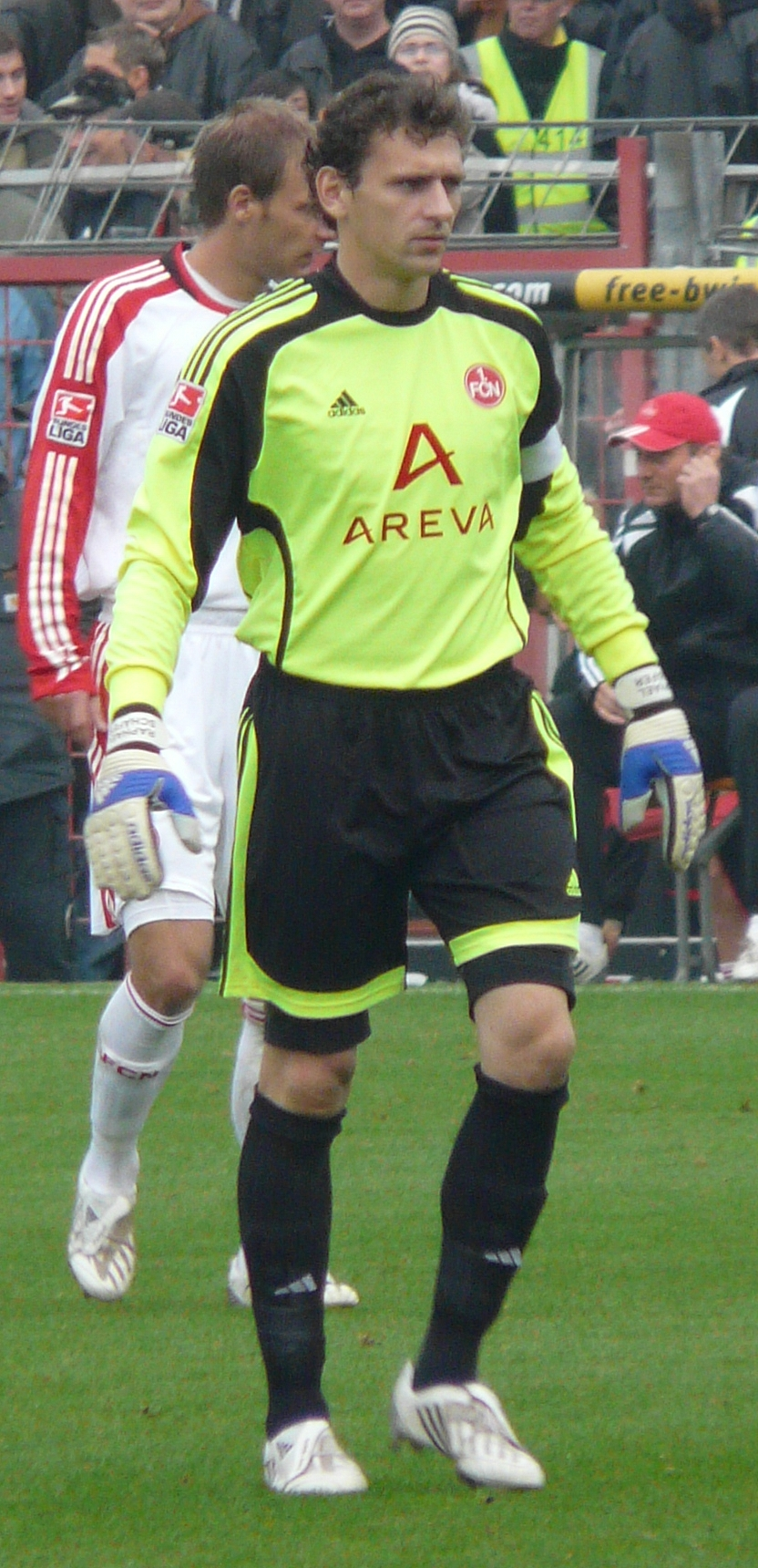
Raphael Schäfer in seiner Rückkehr-Saison 2008

Zur Saison 2008/09 kehrte Schäfer zum 1. FC Nürnberg zurück, der zwischenzeitlich in die Zweite Bundesliga abgestiegen war. Er war laut Internetabstimmung der Neuzugang, auf den sich die Fans am meisten freuten. Er wurde sofort wieder Stammtorhüter mit Rückennummer 1. Zur Winterpause wurde er vom Kicker-Sportmagazin zum besten Torhüter der Zweiten Bundesliga gekürt, auch wenn der Verein mit dem achten Platz hinter den eigenen Anforderungen zurücklag. Am 13. Mai 2009 blieb er im Spiel gegen den VfL Osnabrück zum neunten Mal in Folge in einem Heimspiel ohne Gegentor. Damit übertraf Nürnberg den bisherigen Zweitligarekord des KSV Hessen Kassel, der in der Saison 1980/81 784 Heimspiel-Minuten ohne Gegentor geblieben war. Bereits im vorherigen Heimspiel hatte Nürnberg den Rekord für die eingleisige Zweite Bundesliga gebrochen. Im folgenden Heimspiel am letzten Spieltag gegen 1860 München endete die Serie nach 945 Minuten, als Schäfer in der 83. Minute ein Tor kassierte. Außerdem war der 1. FC Nürnberg vom 24. bis zum 28. Spieltag in fünf Spielen ohne Gegentor geblieben, was einen neuen Vereinsrekord im Profifußball bedeutete. Schäfer hatte am Ende der Saison in allen 34 Ligaspielen, zwei Pokalspielen und einem Relegationsspiel durchgespielt. In der 87. Minute des zweiten Relegationsspiels gegen Energie Cottbus am 31. Mai 2009 bekam die Nummer 2, Daniel Klewer, noch einen Saisoneinsatz, nachdem die Entscheidung um den Aufstieg bereits gefallen war. Schäfer hatte zudem den Großteil der Saison die Kapitänsbinde getragen, da der eigentliche Kapitän Andreas Wolf wegen zwei schwerer Verletzungen nur zu sieben Einsätzen gekommen war. Auch nach der Rückrunde wählte ihn der Kicker wieder zum besten Ligatorhüter. Da er zudem in 16 Spielen ohne Gegentor geblieben war, erhielt er vom DSF die Auszeichnung „Weiße Weste“.

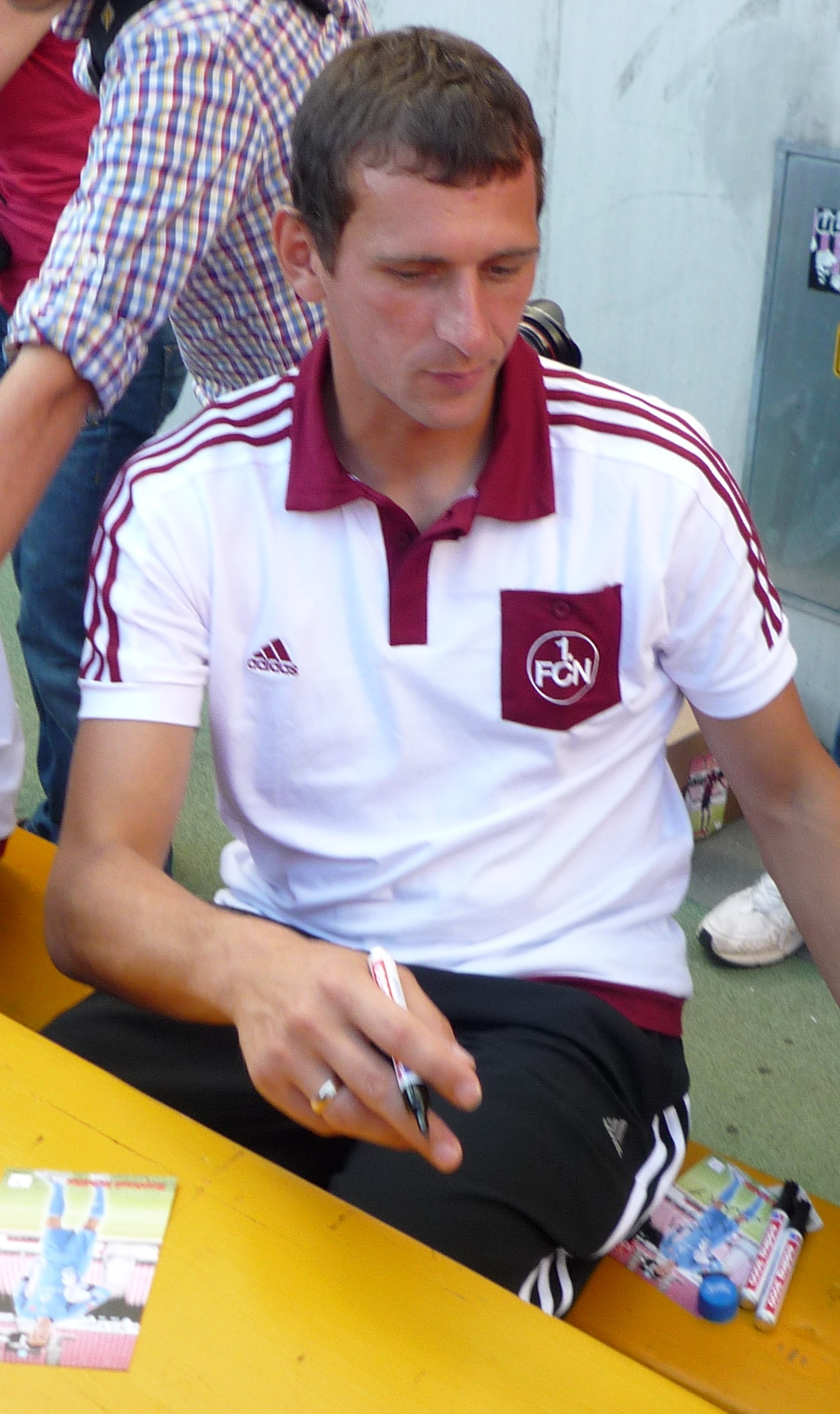
Raphael Schäfer bei einer Autogrammstunde 2011

Am dritten Spieltag der Saison 2009/10 absolvierte Schäfer bei der 0:2-Heimniederlage gegen Hannover 96 sein 100. Erstligaspiel für den 1. FC Nürnberg. Am 13. Spieltag sorgte er während eines 3:2-Sieges beim Meister VfL Wolfsburg für Aufsehen, als er dem früheren Nürnberger Zvjezdan Misimović zwischen die Beine trat. Der Schiedsrichter ahndete dies nicht, das DFB-Sportgericht bezeichnete es jedoch am 26. November als „krass sportwidriges Verhalten in der Form einer Tätlichkeit gegen den Gegner nach einer zuvor an ihm begangenen sportwidrigen Handlung“ und sperrte den Torhüter für vier Ligaspiele. Der 1. FC Nürnberg legte zwar Einspruch ein und argumentierte, der Schiedsrichter habe die Situation sehen müssen, weshalb die Tatsachenentscheidung gelten müsse, nach einer mündlichen Verhandlung in Frankfurt wurde die Sperre jedoch bestätigt. Schäfer wurde schließlich von Alexander Stephan vertreten, der dadurch zu seinem Profi-Debüt kam. In der Rückrunde zeigte Schäfer wieder stabile Leistungen und musste nur einmal ausgewechselt werden, als er eine Verletzung erlitt. Der Verein beendete die Saison auf dem Relegationsplatz. In den folgenden Spielen gegen den FC Augsburg blieb Schäfer wieder ohne Gegentor und der Klassenerhalt gelang. Am Ende der Saison wählten ihn über 25.000 Fans zum Cluberer der Saison.
In der Spielzeit 2010/11 stand Schäfer bei allen 34 Ligaspielen in der Startelf und musste nur einmal ausgewechselt werden. Am Ende belegte der FCN den sechsten Rang.
Am dritten Spieltag der Saison 2011/12 konnte Schäfer verletzungsbedingt nicht antreten und wurde erstmals von Patrick Rakovsky vertreten, der danach für mehrere Jahre als möglicher Nachfolger als Stammtorwart gehandelt wurde. Allerdings war auch dieser nach nur zwei Spielen nicht mehr einsatzfähig, wodurch wieder Stephan spielte, bis Schäfer am zwölften Spieltag zurückkehrte und den Rest der Saison durchspielte.
2012/13 kam Schäfer zu 31 Spielen, am achten Spieltag musste er gegen Rakovsky ausgewechselt werden, der auch in den folgenden drei Partien zwischen den Pfosten stand.

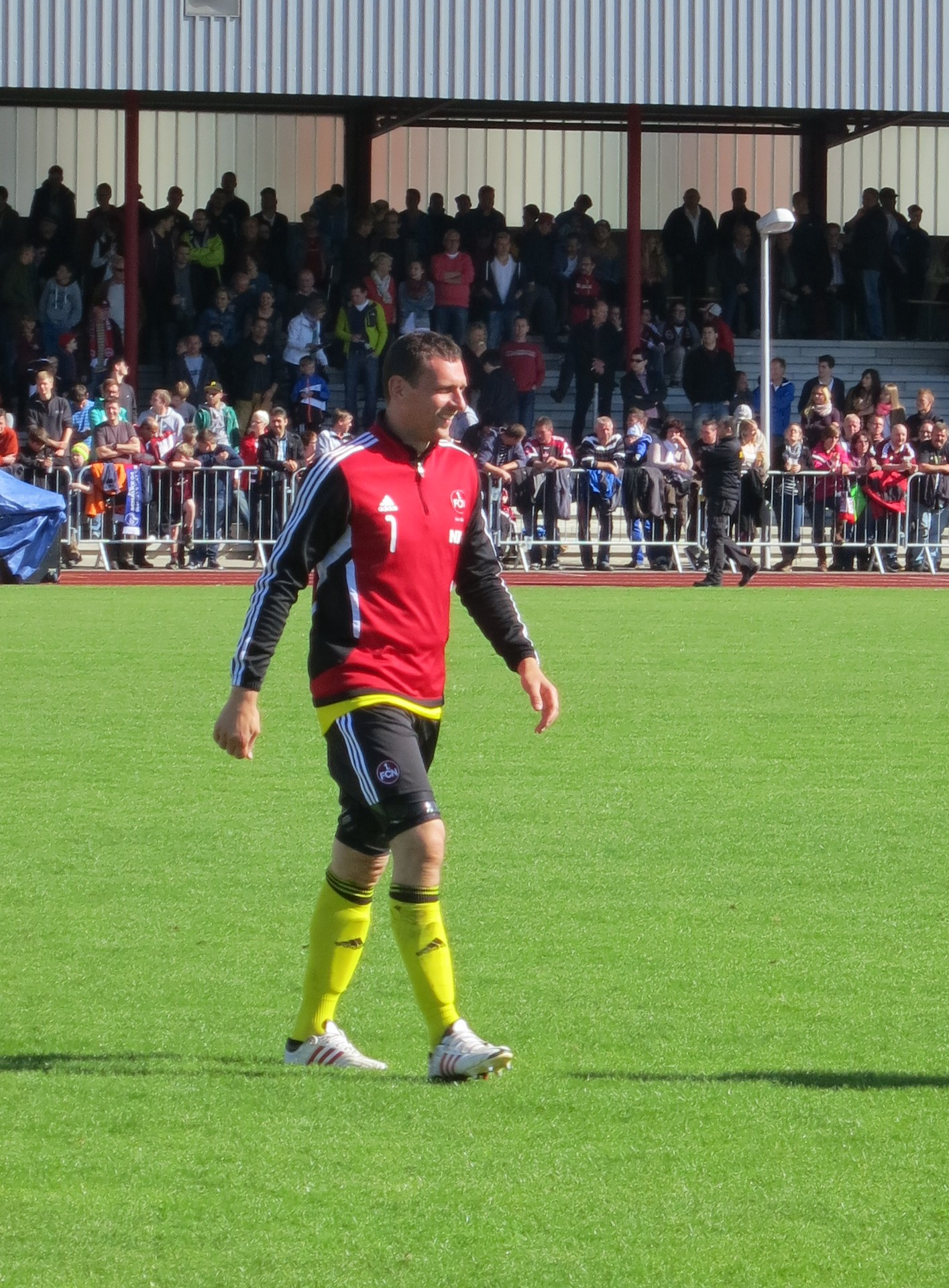
Raphael Schäfer 2013

2013/14 war Schäfer ebenfalls Stammspieler. Nur am 24. Spieltag musste er ausgewechselt werden und am letzten Spieltag, an dem der Abstieg theoretisch noch hätte verhindert werden können, konnte er nicht antreten. Wieder war in beiden Fällen Rakovsky der Ersatzspieler.
Nach dem Abstieg war Schäfer zunächst auch in der zweiten Liga 2014/15 Stammtorhüter des Clubs. Im Laufe der Hinrunde konnte ihm jedoch Patrick Rakovsky den Rang als Nummer eins im Tor ablaufen, Schäfer musste sich sogar mit Position drei zufriedengeben. Nach einigen Fehlern von Rakovsky gab Trainer René Weiler allerdings wieder Schäfer den Vorzug. Insgesamt hatte Schäfer 14 und Rakovsky 21 Einsätze zu verzeichnen. Der Verein war mit Platz neun deutlich hinter den eigenen Anforderungen zurückgeblieben.
Die Saison 2015/16 begann Nürnberg mit dem Neuzugang Thorsten Kirschbaum zwischen den Pfosten, der bis zum neunten Spieltag durchspielte. In den folgenden beiden Partien wurde er verletzungsbedingt durch Schäfer vertreten, wobei sich dieser am 11. Spieltag am 17. Oktober ebenfalls verletzte und für Rakovsky ausgewechselt wurde. In den nächsten drei Spielen kam wieder Kirschbaum zum Einsatz. Schäfers Vertrag beim FCN lief zunächst bis 2016. Er hatte im Jahre 2010 angekündigt, seine Karriere in Nürnberg beenden zu wollen. Anfang November 2015 verkündete er, seinen Vertrag über den Juni 2016 nicht zu verlängern und seine Karriere zum Saisonende zu beenden. Zum 15. Spieltag am 23. November war er unerwartet schnell wieder spielbereit und blieb auch in den nachfolgenden elf Partien die erste Wahl. Im März 2016 erlitt er im Heimspiel gegen den 1. FC Kaiserslautern am 25. Spieltag jedoch einen Teilabriss der Achillessehne. Für ihn wurde Rakovsky eingewechselt, der auch in den weiteren Spielen in der Startelf stand. Schäfer gab sein Comeback am letzten Spieltag am 15. Mai 2016 im Auswärtsspiel gegen den SC Paderborn 07. Insgesamt war er so auf 14 Ligaeinsätze gekommen, Kirschbaum auf 12 und Rakovsky auf zehn. In den anschließenden Relegationsspielen gegen Eintracht Frankfurt, in denen der FCN den Aufstieg in die Bundesliga verpasste, stand ebenfalls Schäfer auf dem Platz. Nach der Saison verlängerte er seine Vertragslaufzeit um ein weiteres Jahr.
So spielte er auch an den ersten drei Tagen der Saison 2016/17. Am vierten Spieltag war er aber nicht einsatzfähig und Kirschbaum stand in der Folge zwanzig mal in der Startelf. Am 24. Spieltag kehrte Schäfer jedoch zurück und spielte durch, bis er am 14. Mai 2017, dem vorletzten Spieltag der Saison, bei der 2:3-Heimniederlage des FCN gegen Fortuna Düsseldorf sein letztes Spiel bestritt. In der 90. Minute wurde er, gefeiert von den Fans, gegen Kirschbaum ausgewechselt und beendete nach fast 400 Pflichtspielen für den 1. FC Nürnberg seine Spielerkarriere. Schäfer war der letzte noch für den Club aktive Spieler aus der Mannschaft, die zehn Jahre zuvor den DFB-Pokal gewonnen hatte. Patrick Rakovsky verließ den Verein am Ende der Saison ebenfalls und Thorsten Kirschbaum verlor seinen Stammplatz bereits in der folgenden Spielzeit an Fabian Bredlow, dieser nur ein weiteres Jahr später an Christian Mathenia.
Schäfer arbeitete anschließend als Torwartkoordinator für den Lizenz- und Nachwuchsbereich des 1. FC Nürnberg. Die Zusammenarbeit wurde zum 28. Februar 2018 beendet.

### Nationalmannschaft
Raphael Schäfer stand im Kader der deutschen U-15- und der U-16-Nationalmannschaft. 1995 gehörte er zum Kader der deutschen U-17-Nationalmannschaft, die an der U-17-Fußball-Weltmeisterschaft 1995 in Ecuador teilnahm, bei der er aber nicht zum Einsatz kam. Schäfer stand auch im Kader der deutschen U-18-Nationalmannschaft.
Laut eigener Aussage hatte Schäfer im Vorfeld der WM 2006 eine Anfrage der polnischen A-Nationalmannschaft vorliegen, die er jedoch auf Bitte seines Vaters abgelehnt hatte.

## Sonstiges
Schäfer ist seit dem 5. Juni 2004 mit seiner Frau verheiratet, mit der er zwei Töchter hat. Er lebt in Nürnberg-Erlenstegen.
Schäfer hatte nach seiner Aussiedlung schnell die deutsche Sprache erlernt und lange Jahre kein Polnisch mehr gesprochen, ehe er beim 1. FC Nürnberg auf den ebenfalls in Kędzierzyn-Koźle geborenen Darius Kampa und den damaligen polnischen Nationalspieler Jacek Krzynówek traf.

## Auszeichnungen
- Gewinner des „Die weiße Weste“-Awards als „stärkster“ Torhüter der 2. Bundesliga in der Saison 2008/09 und 2015/16.

## Titel / Erfolge
- Deutscher Pokalsieger 2007 mit dem 1. FC Nürnberg
- Bundesliga-Aufstieg
  - 2003/04 mit dem 1. FC Nürnberg als Zweitligameister
  - 2008/09 mit dem 1. FC Nürnberg